# Anna Simonsson-Søndenå
Anna Simonsson-Søndenå, född 2004, är en svensk ultralöpare och orienterare. Hon är främst känd för att som 18-åring slagit ett inofficiellt världsrekord i sextimmarslöpning.
Simonsson-Søndenå bor i Blekinge. I april 2022 debuterade hon som 24-timmarslöpare men var tvungen att avbryta loppet efter elva timmars löpning. I september 2022 ställde hon upp i ett sextimmarslopp i Nässjö vilket resulterade i seger i damklassen. Anna Simonsson-Søndenå sprang då 73 kilometer och fyra meter vilket är ett svenskt rekord på damsidan för U23-löpare, ingen artonårig dam i världen har heller noterats för ett bättre resultat. Hon driver även en Youtubekanal.
I december 2022 ställde Simonsson-Søndenå upp i sitt andra 24-timmarslopp vilket hon fullföljde och nådde en distans på 162 kilometer och 662 meter. Det resultatet ledde till en seger i hennes åldersklass med 29 kilometer.